# Chráněná krajinná oblast Oberlausitzer Bergland
Chráněná krajinná oblast Oberlausitzer Bergland (česky Hornolužická vrchovina) leží na východě Saska v zemských okresech Saské Švýcarsko-Východní Krušné hory, Budyšín a Zhořelec. Vyhlášena byla 25. ledna 1999 a její rozloha činí 39 598 ha.

## Přírodní poměry
Oberlausitzer Bergland je typická vrchovina tvořená granitoidy, mezi nimiž převládají lužický a dvojslídý granodiorit, doplněný žílami doleritu a průniky třetihorních bazaltoidů. Granodiority i dolerit se na několika místech těží. Většina chráněné krajinné oblasti se nachází ve Šluknovské pahorkatině. Nadmořská výška se pohybuje povětšinou v rozmezí 400 až 500 metrů; nejvyšším bodem je Valtenberg (586 m). Povrch tvoří hřbety, které se rozbíhají ve směru západ-východ nebo západ-severozápad, a mezi nimi širší a užší kotliny, které jsou se sousedními údolími spojeny širokými sedly. Ploché tvary převládají pouze v severní části území kolem nejvýznamnějšího vodního toku regionu, kterým je Spréva. V západní části území je důležitým tokem Wesenitz. Hřebeny vrchů jsou většinou zalesněné, přičemž lesy pokrývají asi polovinu území. V západní části oblasti se rozkládá rozsáhlá lesní oblast Hohwald, která je celá součástí chráněné krajinné oblasti. Původní hercynské smíšené lesy byly v údolích z velké části vymýceny. Přirozená lesní společenstva podhorských smíšených lesů a místy i horských bučin byla až na malé zbytky přeměněna na smrkové hospodářské lesy. Údolí jsou zemědělsky využívána a hustě osídlena. Vyšší polohy jsou chudé na stojatou vodu (s výjimkou několika zatopených kamenolomů), jsou však pramennou oblastí řady převážně kratších vodních roků. Jižní hranice oblasti kopíruje česko-německou státní hranici.